# Rivière Saint-Jean (Gaspé)
Pour les articles homonymes, voir Rivière Saint-Jean.
La rivière Saint-Jean coule dans la région administrative de la Gaspésie–Îles-de-la-Madeleine, au Québec, au Canada. Son cours traverse les municipalités régionales de comté :
- MRC de La Haute-Gaspésie : territoire non organisé du Mont-Albert (canton Bonnécamps) ;
- MRC La Côte-de-Gaspé : territoire non organisé de Collines-du-Basque (canton Holland), territoire non organisé de Rivière-Saint-Jean (La Côte-de-Gaspé) (cantons de Gastonguay, Sirois/Gaspé-Est, de Laforce, de Baillargeon), ainsi que dans la ville de Gaspé (canton York).

## Géographie
D'une longueur de 90 km, la rivière Saint-Jean, prend sa source dans le Parc national de la Gaspésie, à 5 km au sud de Murdochville qui est situé au centre de la péninsule gaspésienne. Dans un premier temps, la rivière Saint-Jean, coule vers le sud-est sur 35 km. Puis la rivière bifurque vers l'est sur 55 km jusqu'à son embouchure située au fond de la baie de Gaspé. Dans ce coude de la rivière, la rivière Saint-Jean recueille les eaux de la rivière Saint-Jean Ouest ; puis quelques kilomètres plus loin, celles de la rivière Saint-Jean Sud.
Une dizaine d'îles naturelles marquent l'embouchure de la rivière Saint-Jean, où les eaux de la rivière se déversent dans une grande baie qui a une longueur de 3,25 km. Une large barre de sable de 2,6 km de long forme un important havre, appelé barachois, où les embarcations et les navires se réfugient. Le chemin de fer du Canadien National passe sur cette barre de sable, évitant ainsi de contourner la baie.
Sis sur un sol plus élevé du côté sud de l'embouchure de la rivière Saint-Jean, le village de Douglastown surplombe ce barachois. La route 132 ceinture ce barachois ; la route est désignée boulevard Douglas sur la rive sud du barachois et route Haldimand sur la rive nord. La Gaspésie comporte plusieurs barachois, habituellement à l'embouchure des rivières. Ces barachois étaient fréquentés par les navigateurs, pour protéger leurs navires des "fortes mers". Généralement, chaque barachois comporte un ou plusieurs ports.
Routes forestières
À partir de l'embouchure de la rivière York (Gaspé) à Gaspé, les visiteurs empruntent vers l'ouest le boulevard de York Ouest ; puis le chemin du portage sur 2,9 km vers l'ouest. Cette dernière route devient le chemin du deuxième lac, lequel passe près des lacs Denys et Fronsac, situés entre la rivière Saint-Jean (Gaspé) et la rivière York (Gaspé). Ce chemin longe la rivière Saint-Jean (Gaspé) jusqu'à la décharge de la vallée du lac Sirois.

## Pêche au saumon
Compte tenu de l'importance de cette activité économique de la pêche au saumon, la réserve faunique de la Rivière-Saint-Jean a été créée par le gouvernement du Québec. Cette réserve administre un segment important de la rivière afin de protéger cette activité et la ressource qui la supporte. Les saumoniers y pratiquent la pêche sportive selon un cadre règlementaire. La rivière Saint-Jean est canotable sur toute sa longueur. Les plaisanciers doivent tenir compte des périodes de crues.

## Toponymie
La première inscription répertoriée de "Barachois S. Jean" figure en 1746 sur la carte de Laubinierre. En 1775, le cartographe Lange indique "Barachois sain Jean". En 1803, la carte de Vondenvelden et Charland utilise la graphie "St. Johns R". En 1831, celle de Joseph Bouchette indique à la fois "St. Johns River" et "Barishad [barachois] St. Johns". En 1870, la carte officielle de la province de Québec d'Eugène Taché indique "Rivière S. Jean". En 1914, le Dictionnaire des rivières et lacs de la province de Québec mentionne que ce cours d'eau est aussi connu sous le nom "Rivière de Douglastown".
Malgré les nombreuses recherches historiques, l'origine du toponyme Rivière Saint-Jean reste inconnu. Néanmoins, ce toponyme d'origine chrétienne se distingue généralement des autres toponymes des rivières de la Gaspésie.
Le toponyme « Rivière Saint-Jean » (Gaspé) a été officialisé le 5 décembre 1968 à la Banque des noms de lieux de la Commission de toponymie du Québec.